# Distretto di Łańcut
Il distretto di Łańcut (in polacco powiat łańcucki) è un distretto polacco appartenente al voivodato della Precarpazia.

## Geografia antropica

### Suddivisioni amministrative
Il distretto comprende 7 comuni.
- Comuni urbani: Łańcut
- Comuni rurali: Białobrzegi, Czarna, Łańcut, Markowa, Rakszawa, Żołynia